# Мюллер-Шотт, Даниэль
Даниэль Мюллер-Шотт (нем. Daniel Müller-Schott; род. 1976, Мюнхен) — немецкий виолончелист.
В 1992 г. был удостоен первой премии на первом Международном юношеском конкурсе имени Чайковского в Москве. Окончил Мюнхенскую академию музыки у Вальтера Нотаса, занимался также под руководством Стивена Иссерлиса в Великобритании и Генриха Шиффа в Австрии. Лауреат стипендии фонда Анне-Софи Муттер, выступал вместе с ней, записал фортепианные трио Вольфганга Амадея Моцарта в ансамбле с ней и с Андре Превином.
Среди других записей Мюллер-Шотта — Шесть сюит для виолончели соло Иоганна Себастьяна Баха (2000), концерты Йозефа Гайдна, Йозефа Иоахима Раффа, Эдуарда Эльгара, Уильяма Уолтона, камерные сочинения Роберта Шумана, Клода Дебюсси, Сезара Франка и др.